# Сент-Максим
Сент-Макси́м (фр. Sainte-Maxime, окс. Santa Maxima) — коммуна на юго-востоке Франции в регионе Прованс — Альпы — Лазурный Берег, департамент Вар, округ Драгиньян. Входит в состав и является центром кантона Сент-Максим. Код INSEE коммуны — 83115. Мэр коммуны — Винсент Мориз, мандат действует на протяжении 2014—2020 гг.
Площадь коммуны — 81,61 км², население — 13 739 человек (2006) с тенденцией к стабилизации: 13 736 человек (2012), плотность населения — 168,0 чел/км².

## Географическое положение
Коммуна расположена на северном берегу бухты Сен-Тропе на высоте от 0 до 532 метров над уровнем моря. Климат мягкий, средиземноморский. Покрытые лесами склоны гор Массива-де-Море защищают Сент-Максим от порывов мистраля. Районы жилой застройки Domaine du Golf de Sainte-Maxime, а также Domaine de Beauvallon отличаются высокими ценами на недвижимость.

## Население
Население коммуны в 2011 году составляло 13 337 человек, а в 2012 году — 13 736 человек.
| 1962 | 1968 | 1975 | 1982 | 1990   | 1999   | 2006   | 2011   | 2012   |
| ---- | ---- | ---- | ---- | ------ | ------ | ------ | ------ | ------ |
| 3937 | 5436 | 6627 | 7364 | 10 015 | 11 785 | 13 739 | 13 337 | 13 736 |

Динамика населения:

## Экономика
В 2010 году из 7474 человек трудоспособного возраста (от 15 до 64 лет) 5374 были экономически активными, 2100 — неактивными (показатель активности 71,9 %, в 1999 году — 68,0 %). Из 5374 активных трудоспособных жителей работали 4630 человек (2602 мужчины и 2028 женщин), 744 числились безработными (318 мужчин и 426 женщин). Среди 2100 трудоспособных неактивных граждан 445 были учениками либо студентами, 982 — пенсионерами, а ещё 673 были неактивны в силу других причин.
На протяжении 2010 года в коммуне числилось 6927 облагаемых налогом домохозяйств, в которых проживало 14 415,5 человек. При этом медиана доходов составила 19 591 евро на одного налогоплательщика.

## Города-партнёры
- Нойенбюрг
- Бельпорт
- Андерлехт